# Patria Rastra
Patria Rastra Dinawan (26 de novembre de 1989) és un ciclista indonesi professional des del 2010 fins al 2016.

## Palmarès
- 2010
  - Vencedor d'una etapa a la Volta a Indonèsia
- 2014
  - Vencedor d'una etapa al Tour de les Filipines
  - Vencedor d'una etapa al Tour de l'Ijen